# Brandy Fisher
Brandy Fisher (* 28. Oktober 1975 in Potsdam, New York) ist eine ehemalige US-amerikanische Eishockeyspielerin. Fisher gewann als Mitglied der Frauen-Eishockeynationalmannschaft der Vereinigten Staaten bei den Weltmeisterschaften in den Jahren 1999 und 2000 jeweils die Silbermedaille.

## Karriere
Fisher spielte von 1994 bis 1998 für das Eishockeyteam der University of New Hampshire, die Wildcats, in der ECAC Hockey. In ihrer Premierensaison war sie teamintern zweitbeste Scorerin, lediglich Wendy Tatarouns war erfolgreicher. 1996 wurde Fisher zur wertvollsten Spielerin des ECAC Tournament gewählt, nachdem sie in der fünften Verlängerung das entscheidende Tor für das Team der University of New Hampshire erzielt hatte. 1998 wurde sie, nach einer persönlich herausragenden Saison und als erste Preisträgerin überhaupt, mit dem Patty Kazmaier Memorial Award als beste weibliche College-Eishockeyspielerin des Landes ausgezeichnet.
Anschließend trat Fisher im Spieljahr 1999/2000 im Trikot der Ottawa Raiders in Erscheinung, für die sie in der National Women’s Hockey League auf dem Eis stand.

### International
Fisher war US-amerikanische Nationalspielerin und nahm an den Weltmeisterschaften 1999 und 2000 teil. Bei beiden Turnieren erreichte das Team jeweils das Finale, unterlag aber jeweils den Kanadierinnen. In insgesamt zehn WM-Spielen erzielte Fisher zwölf Scorerpunkte.

## Erfolge und Auszeichnungen
- 1996 ECAC Tournament Most Valuable Player
- 1998 Patty Kazmaier Memorial Award

### International
- 1999 Silbermedaille bei der Weltmeisterschaft
- 2000 Silbermedaille bei der Weltmeisterschaft